# Tatiani Katrantzi

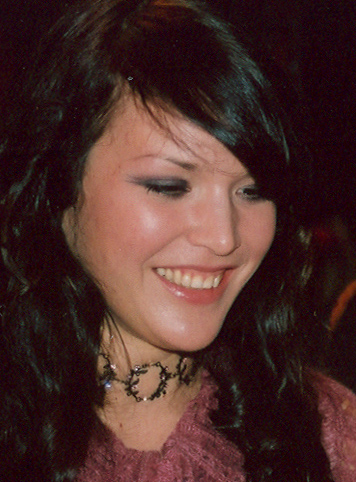
Tatiani Katrantzi (2004)

Tatiani Katrantzi (* 26. Mai 1974 in Athen, Griechenland) ist eine deutsche Schauspielerin. 

## Leben
Katrantzi wuchs in Stuttgart auf und besuchte dort die Gaby-Singer-Tanzschule. 
Am 25. Februar 1999 heiratete Katrantzi den Schauspieler Oliver Petszokat, nachdem sie wenige Tage zuvor ihren gemeinsamen Sohn Ilias zur Welt gebracht hatte. Im November 2007 trennte sich das Paar, im Mai 2009 wurde die Scheidung eingereicht.

## Karriere
Katrantzi begann ihre Fernsehkarriere 1994 in der RTL-Seifenoper Unter uns. Von Beginn an spielte sie in über 900 Folgen die Rolle der Jennifer Turner. 1998 verließ sie die Serie.
Danach spielte Katrantzi in verschiedenen Fernsehproduktionen, unter anderem hatte sie Auftritte in den Serien Klinikum Berlin Mitte (RTL), Berlin, Berlin (Das Erste), Im Namen des Gesetzes (RTL) und Dr. Psycho – Die Bösen, die Bullen, meine Frau und ich (ProSieben). Ihr Kino-Debüt hatte sie 2001 als Silke in Oskar Roehlers Kinokomödie Suck My Dick.
An ihrem Wohnort Köln war sie im Mai 2009 Gastgeberin in der Koch-Dokumentation Das perfekte Promi-Dinner (VOX). Zu ihren Gästen gehörte auch Oliver Petszokat.
2011 spielte sie an der Seite Petzokats in der Sat.1-Telenovela Hand aufs Herz die Rolle der Sonja Teufel.
Nach über 23 Jahren kehrte Katrantzi im Jahr 2021 für zwei Folgen in ihre alte Rolle bei Unter uns zurück. Ab dem 17. Januar 2023 war sie wieder für längere Zeit in der Serie zu sehen.